# Hosszútelke község
Hosszútelke község (románul: Comuna Doștat) község Fehér megyében, Romániában. Központja Hosszútelke, beosztott falvai Buzd, Dealu Doștatului.

## Népessége
A 2011-es népszámlálás adatai alapján a község népessége 956 fő volt.